# Regiunea Moyen-Chari
Regiunea Moyen-Chari  este una dintre cele 22 unități administrativ-teritoriale de gradul I ale statului Ciad. Reședința sa este orașul Sarh.

## Subdiviziuni
Regiunea Moyen-Chari este alcătuită din 3 departamente:
| Department  | Capitală | Sub-prefecturi                                                                   |
| ----------- | -------- | -------------------------------------------------------------------------------- |
| Barh Köh    | Sarh     | Sarh, Korbol, Koumogo, Moussa Foyo, Balimba                                      |
| Grande Sido | Maro     | Maro, Danamadji, Djéké Djéké, Sido                                               |
| Lac Iro     | Kyabé    | Kyabé, Bohobé, Boum Kebbir, Ngondeye, Roro, Baltoubaye, Dindjebo, Alako, Singako |